# 84995 Zselic
84995 Zselic è un asteroide della fascia principale. Scoperto nel 2003, presenta un'orbita caratterizzata da un semiasse maggiore pari a 3,0493642 UA e da un'eccentricità di 0,1038076, inclinata di 12,10675° rispetto all'eclittica.
L'asteroide è dedicato all'omonima zona boschiva nella regione delle colline del Transdanubio in Ungheria.